# Akatsuki no Yona
Akatsuki no Yona (暁のヨナ lit. Yona del amanecer?), conocido en español como Yona, princesa del amanecer, es un manga japonés escrito e ilustrado por Mizuho Kusanagi, serializado en la revista Hana to Yume de Hakusensha desde agosto de 2009 hasta la actualidad. Una serie de anime basada en el manga, producida por Studio Pierrot inició el 7 de octubre de 2014, y finalizó el 24 de marzo de 2015. Dicha adaptación incluyó las voces del reparto del CD Drama, así como nuevos miembros de elenco.

## Argumento
La historia se desarrolla en torno a Yona, la única princesa del Reino de Kouka, y como tal lleva una vida lujosa y sin preocupaciones dentro del castillo Hiryuu. Lo tiene todo: las mejores ropas y joyas, la más deliciosa comida, su padre el Emperador Il quien la adora, y a su guapo primo Soo-won, del que está enamorada. Ella cree que su vida sería perfecta si tan solo su cabello no fuera tan rojo y rebelde, y si su guardaespaldas Hak dejara de molestarla tanto. Sin embargo, este tranquilo estilo de vida llega a su fin el día en que Yona es traicionada por una de las personas que más confiaba. Una traición que hará añicos todos sus sueños y que la obligará a huir de su propio hogar. Con sólo una leyenda antigua para guiarla, se embarca en un viaje junto a Hak para encontrar a los legendarios dragones reencarnados para sobrevivir y salvar el Reino de Kouka. Esta aventura le enseñara valiosas lecciones a Yona pues conocerá frente a frente la dura realidad de su reino.

## Personajes
Yona (ヨナ Yona?)
 Seiyū: Chiwa Saitō
Ella es la protagonista principal de la serie. Yona es la única princesa del Reino de Kouka. Su madre murió a manos de unos traidores cuando era joven, dejándole solamente a su padre el rey Il, y a sus amigos Hak y Soo-won. Al ser una princesa, era inicialmente dependiente, mimada e ingenua. Sin embargo, después de la muerte de su padre y la traición de uno de sus seres más queridos, decidió ser más independiente y convertirse en lo suficientemente fuerte como para luchar y protegerse. Como tal, le pidió a Hak que le enseñara a pelear. Utiliza principalmente el arco y la flecha en combate, y más tarde aprende a manejar una espada. Aunque en un principio era reacia a matar, finalmente superó esta vacilación durante la batalla contra Kum-ji. 
Ella es la reencarnación de Hiryuu, el primer rey del Reino de Kouka, que también tenía el pelo rojo. Debido a esto, la sangre de los cuatro dragones legendarios reaccionaría al momento en que estuvieran ante ella. Yona viaja por todo el reino para encontrarlos, así como para conocer su pueblo y protegerlos en secreto.  Aunque Yona no puede perdonar a su traidor, una parte de ella todavía lo ama y todavía mantiene la horquilla que él le regaló. Con el tiempo, sin embargo, parece haber desarrollado sentimientos por Hak. 
Son Hak (ソン・ハク Son Haku?)
 Seiyū: Tomoaki Maeno,  Seiyū: Ayahi Takagaki (joven)
Él es el amigo de la infancia de Yona y su guardaespaldas, así como el exgeneral de la tribu del viento. Se le conoce como "la Bestia del Trueno" (Raiju) debido a sus habilidades de lucha asombrosas, lo que le valió el título del soldado más fuerte en el Reino de Kouka. Su talento ya había sido reconocido desde que tenía trece años y fue la primera persona a convertirse en un general a una edad tan joven. Era huérfano, por lo que fue adoptado por Son Mundok (anterior general de la tribu del viento) como su nieto.
Hak generalmente es tranquilo y despreocupado, y suele burlarse de Yona, pero se preocupa profundamente por ella y se comprometió a protegerla a toda costa. Era un buen amigo de Soo-Won, y quería que viviera muy feliz junto a Yona. Esta completamente enamorado de Yona. Pero cuando Soo-Won traicionó a la familia real sólo se abstuvo de matarlo porque Yona se lo pidió. En combate, Hak utiliza un Hsu Quandao como su arma principal.
Soo-Won (スウォン Suwon?)
 Seiyū: Yūsuke Kobayashi,  Seiyū: Nozomi Yamamoto (niño)
Él es el primo de Yona, así como su primer amor; hijo del fallecido general Yu-Hon. En su primera aparición se muestra como alguien amable, alegre y algo torpe. Frente a las personas, Soo-Won mantiene esta personalidad, ocultando su gran inteligencia y astucia con una mirada torpeDespués la muerte de la madre de Yona, Soo-won fue quien la animó y prometió estar a su lado en lugar de su madre. También era el mejor amigo de Hak. El padre de Soo-won fue asesinado por el Rey Il (aunque públicamente se dijo que murió debido a un accidente). Esto lleva Soo-Won conspirar con la Tribu Fuego, matar al rey, y apoderarse del trono. Con Rey Il muerto, y Yona desaparecida, Soo-won se corona como nuevo rey.
Yoon (ユン Yun?)
 Seiyū: Junko Minagawa
Era el guardián del sumo sacerdote, Ik-Soo. Él ayuda a Yona y Hak luego de caer por un acantilado, posteriormente los acompaña en su búsqueda de los cuatro dragones guerreros, siendo la primera persona que se une a ellos en su viaje. Es muy inteligente y trabajador. Tiene una gran cantidad de conocimientos en medicina, es un gran cocinero, es capaz de memorizar libros enteros e incluso puede crear explosivos. Su sueño es viajar por el mundo y leer todos los libros que existan. Suele autoproclamarse como "chico guapo".
Kija (キジャ Kija?)
 Seiyū: Masakazu Morita,  Seiyū: Haruka Chisuga (niño)
Es el actual Hakuryuu (dragón blanco) y uno de los guerreros dragones. Fue el primero de los guerreros en aliarse a Yona y Hak y acompañarlos en su viaje. Debido al poder del dragón su mano derecha es mucho más grande que una normal, blanca y escamada, con el poder de 10 hombres. Como fue criado siendo venerado y mimado en el pueblo Hakuryuu, Kija puede ser bastante ingenuo acerca de asuntos del mundo real. Aprecia estar limpio, bien alimentado y bien descansado. Odia a los insectos. En uno de los capítulos del manga al probar una poción de amor "procedente de una de sus escamas" el revela sus verdaderos sentimientos por Yona diciendo que siente celos por Haku.
Shin-Ah (シンア Shina?)
 Seiyū: Nobuhiko Okamoto,  Seiyū: Sanae Kobayashi (niño)
Es el actual Seiryuu, (dragón azul)y uno de los cuatro dragones guerreros. Es el segundo de los dragones en aliarse a Yona. El poder del dragón se encuentra en sus ojos, los cuales son de un intenso color dorado. Estos tienen la capacidad de observar a largas distancias y paralizar a la gente al mirarlos directamente, lo que puede llegar a ser fatal. Debido a que creció completamente aislado de las personas, Shin-Ah no posee habilidades sociales, convirtiéndolo en alguien callado y poco comunicativo. Teme usar sus poderes por miedo a perjudicar a las personas, por lo que lo considera "maldito". Debido a esto casi nunca se saca su máscara, por miedo a que si lo miran a los ojos sean heridos por sus poderes.  Antes de conocer a Yona no tenía nombre. Shin-Ah significa "Luz de luna" (según la mangaka en el idioma de Kouka). Tiene una ardilla de mascota, a la que llamó Ao por su tutor, el Seiryuu anterior. 
Jae-Ha (ジェハ Jeha?)
 Seiyū: Junichi Suwabe
Es el actual Ryokuryuu (dragón verde). Anteriormente fue un miembro de la tripulación de piratas de Gi-Gan. El poder del dragón se encuentra en su pierna derecha, con la cual puede dar fuertes patadas y grandes saltos (lo que hace que parezca que puede volar).
Jae-Ha es un hombre observador, confiado, persistente y ama la belleza. Valora la libertad más que nada, particularidad que se debe al trato que recibió cuando aún vivía en su aldea. Su opinión de su condición como dragón es el de una privación a su libertad. Pensaba ignorar su relación con Hiryuu y los dragones, por lo que se esconde de ellos cuando siente su presencia, pero al conocer a Yona cambia sus pensamientos. Al notar los sentimientos de Hak, actúa como un "puente" en su relación con Yona, llegando él mismo a tener sentimientos por ella. 
Es la cuarta persona en unirse al grupo. 
Zeno (ゼノ Zeno?)
 Seiyū: Hiro Shimono
Es el Ouryuu (dragón amarillo) original y uno de los dragones guerreros. Fue el último del grupo en aliarse a Yona, además de no considerarla como a su "maestra" como los demás dragones. Anteriormente sirvió al rey Hiryuu junto a los Dragones Originales. Es inmortal. El poder del dragón hizo su cuerpo indestructible. No importa cuantas veces intenten matarlo, cortarlo o descuartizarlo, no funcionará, y cuanto mayor sea el número de cortes o heridas que recibe en su cuerpo, este se vuelve más duro, hasta el punto de no poder ser atravesado o cortado. Dicha resistencia en su cuerpo es comparado con el acero. Tiene una increíble capacidad de regeneración. Zeno habla de sí mismo en tercera persona para no olvidar su nombre. A pesar de su edad biológica, es alegre y despreocupado. Pero es muy perceptivo y sabe más de lo que está dispuesto a contar.

## Contenido de la obra

### Manga
La serie inició en el número 17 de la revista de manga shojo Hana to Yume en agosto de 2009. Actualmente se han publicado 46 volúmenes y continúa en emisión. Así contando con 209 capítulos traducidos al castellano.

### Anime
Una adaptación de 24 episodios producida por Studio Pierrot se emitió durante el 7 de octubre de 2014 hasta el 24 de marzo de 2015. Funimation ha licenciado la serie de anime para transmitirla en América del Norte. Comenzando el 17 de marzo de 2015, Funimation transmitió su versión doblada del anime, comenzando desde el episodio 13. El primer tema de apertura es una canción instrumental por Kunihiko Ryo, llamado "Akatsuki no Yona" (暁のヨナ, lit. Yona del amanecer). El primer ending es Yoru (夜, lit. Noche) por Vistlip. El segundo tema de apertura es "Akatsuki no Hana", por Cyntia, y el segundo tema final es "Akatsuki", de Akiko Shikata. Selecta Visión adquirió los derechos de video casero para un lanzamiento en Blu-ray.

## Recepción
El 21º volumen del manga ha sido el 20º tomo más vendido en Japón durante el mes de agosto de 2016, con 134.429 copias. El 22º tomo ha sido el 8º más vendido en su semana de lanzamiento, con 107.867 copias vendidas.
La revista especializada en libros y manga Da Vinci de Kadokawa y Media Factory ha revelado la lista de la 17.ª edición del "Libro del año". El manga de Mizuho Kusanagi ha obtenido el 27º puesto del ranking de mangas. Dicho ranking no sólo contempla las ventas (en este caso, de los volúmenes 1 al 21), sino también por los votos de 5.117 personas, que incluyen: críticos literarios, escritores y empleados de librerías.
El manga es parte de las lista de las Mejores novelas gráficas para jóvenes en su edición de 2017 de la Asociación de Jóvenes Adultos Biblioteca Servicios (YALSA), perteneciente a la American Library Association.